# Międzynarodowy Trybunał Wojskowy w Norymberdze
Międzynarodowy Trybunał Wojskowy w Norymberdze – organ wymiaru sprawiedliwości powołany w 1945 roku z inicjatywy Francji, Stanów Zjednoczonych, Wielkiej Brytanii i Związku Radzieckiego w celu osądzenia głównych zbrodniarzy wojennych III Rzeszy Niemieckiej z okresu II wojny światowej, oskarżonych o zbrodnie wojenne, zbrodnie przeciwko pokojowi i zbrodnie przeciwko ludzkości. Procedował od 20 listopada 1945 r. do ogłoszenia wyroku 1 października 1946 r.

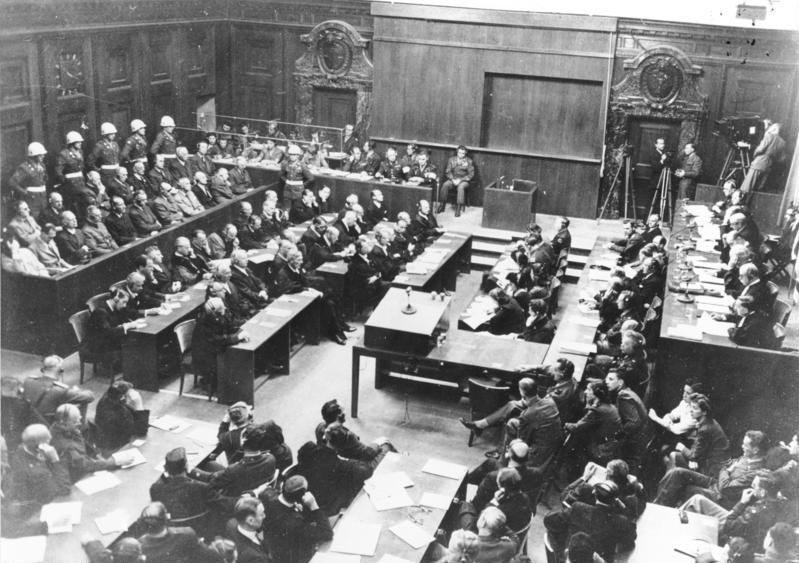
Sala rozpraw podczas procesu norymberskiego

## Przygotowania i charakter
Proces poprzedzony był gromadzeniem materiału dowodowego. Konieczne było także ujęcie wszystkich, żyjących zbrodniarzy wojennych i funkcjonariuszy III Rzeszy. Do czasu rozpoczęcia procesu, aresztowani zostali umieszczeni w Luksemburgu, w miejscowości Bad Mondorf, w pokojach Grand-Hotelu (miejsce internowania było utajnione przed opinią publiczną). Prowadzono wówczas dochodzenie wstępne oraz przesłuchania aresztowanych.
Proces norymberski był legalny, oparty na prawie narodów, choć prowadzony zgodnie z procedurą anglosaską. Początkowo przedstawiciele „zwycięskich” mocarstw nie potrafili zgodzić się nie tylko co do charakteru procesu, ale ogólnie odnośnie do jego celowości. Związek Radziecki chciał procesu oraz surowego ukarania sprawców. Francja i Wielka Brytania były niechętne procesowi i wysunęły nawet tzw. „Plan Napoleona”, według którego zbrodniarze mieli być wygnani na samotną wyspę (tak jak w przeszłości Napoleon Bonaparte na wyspę św. Heleny). Z kolei Stany Zjednoczone opowiadały się za prowadzeniem procesu. Wspólne stanowisko pomógł wypracować sędzia amerykańskiego Sądu Najwyższego, Robert Houghwout Jackson, który podjął się misji zleconej przez prezydenta Stanów Zjednoczonych Harry’ego Trumana. Ostateczne decyzje podjęto na konferencji w Londynie, trwającej od 26 czerwca 1945 r. Pomimo początkowej rozbieżności zdań, ustalono, że przedmiotem procesu będą naruszenia aktów prawa międzynarodowego, które zostały wyraźnie określone w statucie trybunału. Na konferencji londyńskiej 8 sierpnia 1945 r. opracowano kartę (zwaną London Charter lub Nuremberg Charter) podpisaną przez cztery wielkie mocarstwa (Stany Zjednoczone, Francję, Wielką Brytanię i Związek Radziecki), w której uzgodniono kwestie sporne oraz powołano do życia Międzynarodowy Trybunał Wojskowy.
Wszystko to spisano w językach autentycznych: angielskim, francuskim i rosyjskim. Depozytariuszem tego był rząd brytyjski. Całość została zarejestrowana przez Sekretariat ONZ zgodnie z wymogami art. 102 Karty ONZ 15 marca 1951 r.
Umowa obowiązuje od chwili podpisania, dopuszcza na wystąpienie po upływie roku, wygaśnięcie nie unieważnia czynności dokonanych ani wyników osiągniętych na jej podstawie (art. 7). Preambuła powołuje się na Deklarację moskiewską.
Do umowy oprócz czterech stron założycielskich na podstawie art. 5 przystąpiło 20 państw. Polska podpisała porozumienie 25 września 1945 r., ratyfikacja nastąpiła po zakończeniu procesu 25 czerwca 1947 r. na podstawie ustawy z 2 czerwca 1947 r.
Na miejsce procesu wybrano Norymbergę, na terytorium amerykańskiej strefy okupacyjnej Niemiec, miasto, w którym do 1939 r. odbywały się masowe zjazdy partyjne (Parteitagi) NSDAP. Na gmach wyznaczono Pałac Sprawiedliwości, który nie został uszkodzony podczas wojny. 

## Skład Trybunału
Zgodnie z postanowieniami konferencji poczdamskiej członkami trybunału byli przedstawiciele „Czterech Mocarstw” (koalicji zwycięzców w II wojnie światowej), wydelegowani przez Sądy Najwyższe krajów reprezentantów. Podstawą prawną było przeniesienie suwerennych praw Niemiec na mocarstwa – strony aktu bezwarunkowej kapitulacji z 8/9 maja 1945 r. i w konsekwencji zgoda na jednostronne określenie warunków pokoju przez mocarstwa – sygnatariuszy aktu bezwarunkowej kapitulacji III Rzeszy.

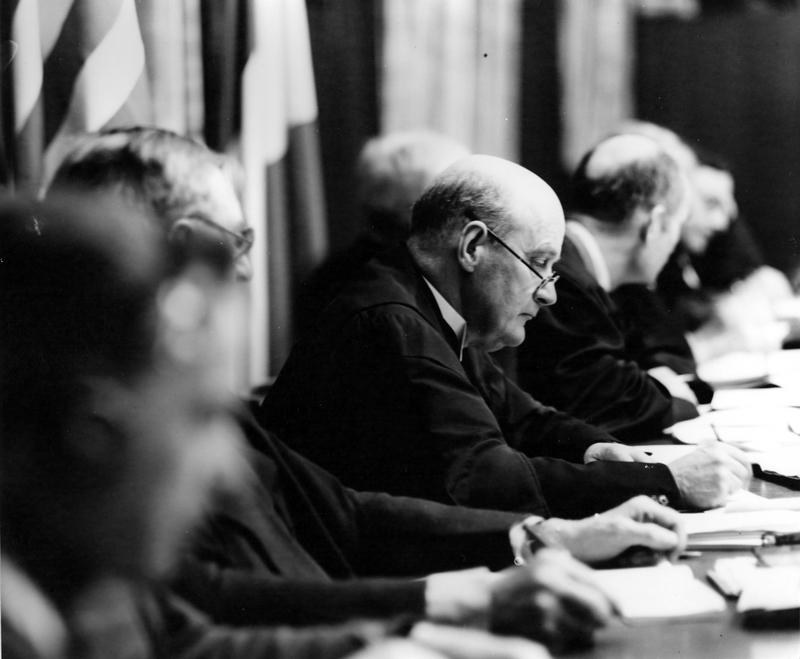
Geoffrey Lawrence – przewodniczący składu sędziowskiego

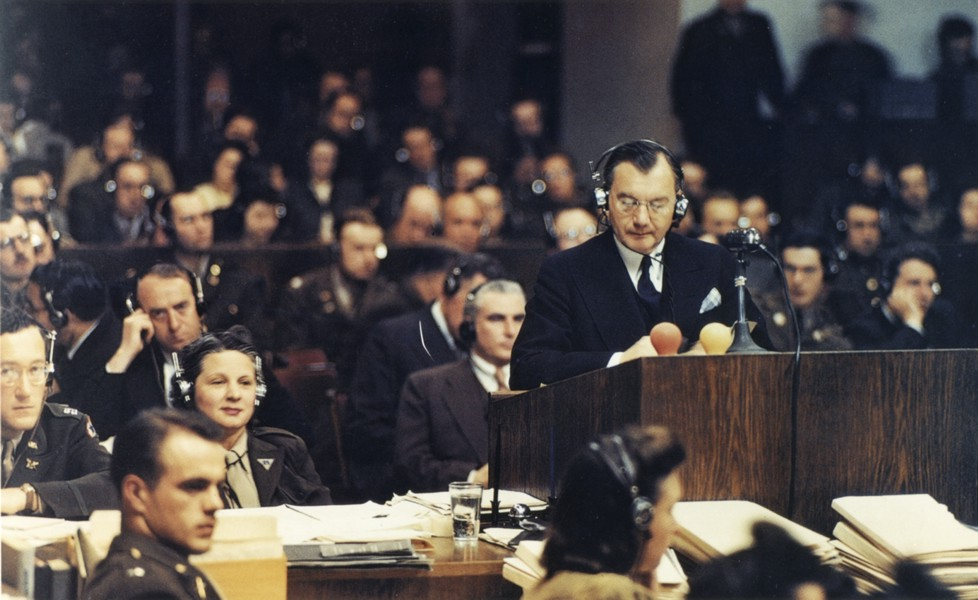
Robert H. Jackson – główny oskarżyciel

### Sędziowie
1. Geoffrey Lawrence(inne języki) – przewodniczący (Wielka Brytania)
2. William Birkett(inne języki) – sędzia zapasowy
3. Francis Biddle (Stany Zjednoczone)
4. John Parker – sędzia zapasowy
5. Henri Donnedieu de Vabres(inne języki) (Francja)
6. Robert Falco(inne języki) – sędzia zapasowy
7. Iona Nikitczenko (Związek Radziecki)
8. Aleksander Wołczkow(inne języki) – sędzia zapasowy

### Oskarżyciele
- Stany Zjednoczone:
  - Robert Houghwout Jackson – główny oskarżyciel
  - Thomas Dodd – kierownik zespołu oskarżycieli
  - Sidney Alderman(inne języki), Telford Taylor, John Harlan Amen(inne języki), Ralph Albrecht(inne języki)
  - Młodsi oskarżyciele: William Baldwin, Smith Brookhart, Warren Farr, Hartey Murray, Samuel Harris, Drexel Sprecher, Whitnay Harris, Thomas Lambert, Bernard Meltzer, Robert Kempner, Walter Brudno
- Francja:
  - August Champetier de Ribes(inne języki) – główny oskarżyciel
  - Zastępcy głównego oskarżyciela: Charles Dubost, Edgar Faure
  - Młodsi oskarżyciele (kierownicy działów): Pierre Mounier, Charles Gerthoffer, Jean Leyris, Alfred Costle-Floret
  - Młodsi oskarżyciele: Henri Delpech, Constantin Quatre, Serge Fuster, Jacques Herzog, Jean-Jacques Lanoire, Henri Monneray
- Wielka Brytania:
  - sir Hartley Shawcross – główny oskarżyciel
  - sir David Maxwell-Fyfe
  - G.D.Roberts – kierownik zespołu oskarżycieli
  - Młodsi oskarżyciele: J.M.G. Griffith-Jones, H.J. Phillmore, F. Elwyn Jones, I. Harcourt-Barrington
- Związek Radziecki:
  - Roman Rudenko – główny oskarżyciel
  - J.W. Pokrowski – zastępca głównego oskarżyciela
  - Młodsi oskarżyciele: M.J. Raginski, L.R. Szenin, N.D. Zoria, L.N. Smirnof, D.S. Kariew, F.G. Dienisow, I.A. Ozol, W.W. Kuchin

Na podstawie materiału źródłowego.

## Świadkowie i materiał dowodowy[10]
Podano tylko niektórych najbardziej zapamiętanych przez historię świadków i najważniejsze materiały dowodowe:
- Zaprzysiężone zeznanie niemieckiego inżyniera Hermanna Friedricha Gräbego(inne języki) opisujące masowe rozstrzeliwanie Żydów z Dubna na Ukrainie; świadek po wojnie za ratowanie Żydów został odznaczony tytułem Sprawiedliwy wśród Narodów Świata.
- Zeznanie Rudolfa Hößa, komendanta obozu Auschwitz-Birkenau (skazanego wyrokiem z 7 kwietnia 1947 r. przez Najwyższy Trybunał Narodowy w Warszawie na karę śmierci, wyrok wykonano)
- Dziennik służbowy oskarżonego dra Hansa Franka, obejmujący wówczas 38 tomów (po wojnie w wyniku podzielenia nieoprawionego skoroszytu na 2 części oraz uzupełnienia o odnalezione materiały w Krakowie, rozszerzony do 40 tomów lub 11367 stron, w tym 10 774 strony właściwego tekstu oraz 593 strony skorowidzów), w którym oskarżony pedantycznie wyszczególnił swoją działalność w Generalnym Gubernatorstwie.
- Film dokumentalny tzw. „Dokument nr 2430-PS” z obozów koncentracyjnych Buchenwald, Dachau i Bergen-Belsen przedstawiający między innymi widok nagich trupów spychanych przez buldożery do masowego grobu. Film ten wywołał szok na sali i był punktem zwrotnym w procesie.
- Dziennik Alfreda Rosenberga, zawierający 400 odręcznie zapisanych stron, w którym ów autor opisał założenia ideologiczne na temat „wyższości rasy panów”, przygotowania Niemiec do wojny, szczególnie do ataku na ZSRR oraz plany rabunkowe dzieł sztuki na terenach okupowanych przez nazistów.
- Zeznanie Ottona Ohlendorfa, dowódcy Einsatzgruppe D, który dokładnie opisał zbrodniczą działalność grup operacyjnych SS na zajętych zachodnich terenach ZSRR.

## Wyroki, oskarżeni i ich obrońcy
Kara śmierci
1. Alfred Jodl – prof. Franz Exner

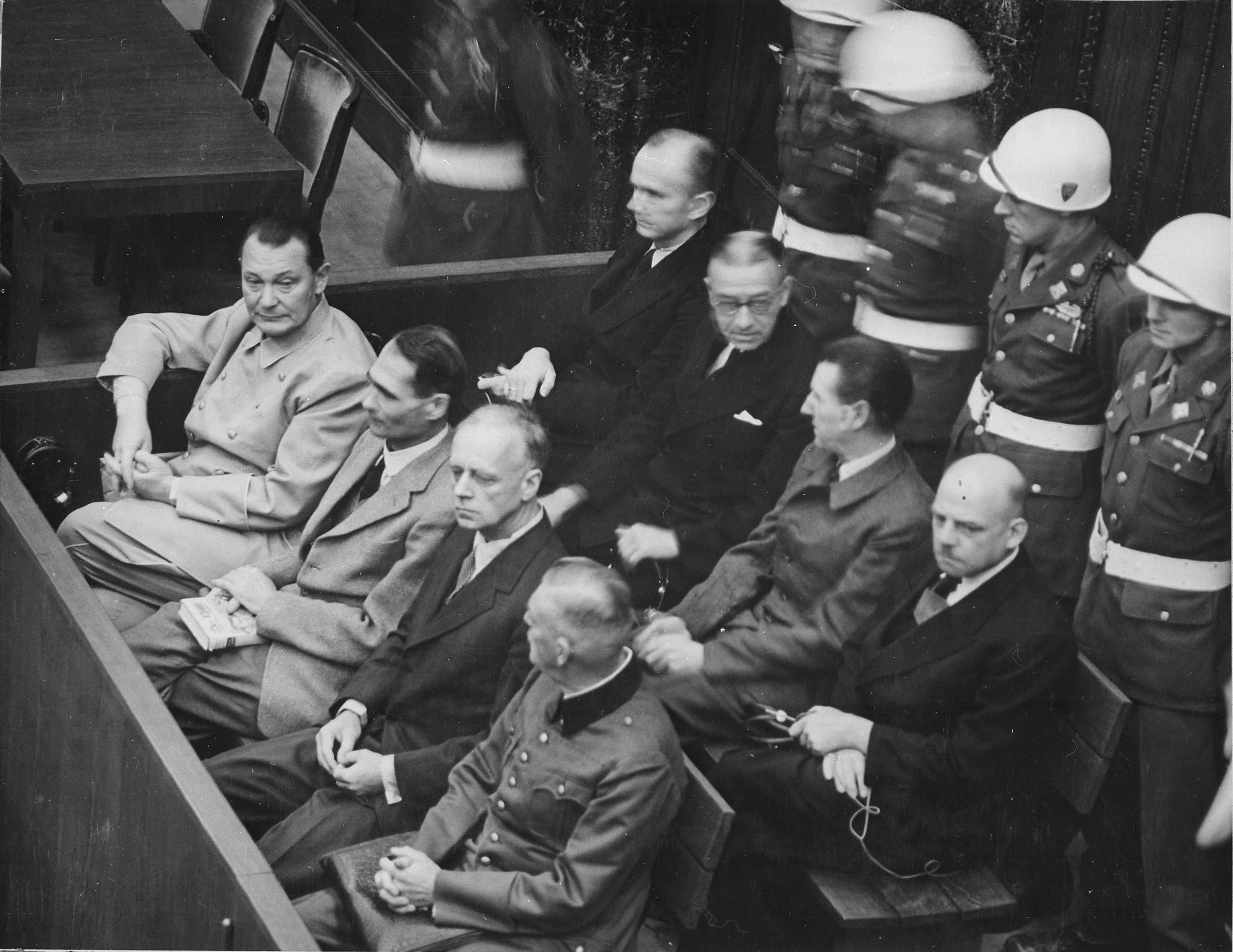
Ława oskarżonych w Norymberdze. Od lewej w pierwszym rzędzie: Göring, Hess, Ribbentrop, Keitel, w drugim rzędzie: Dönitz, Raeder, Schirach, Sauckel

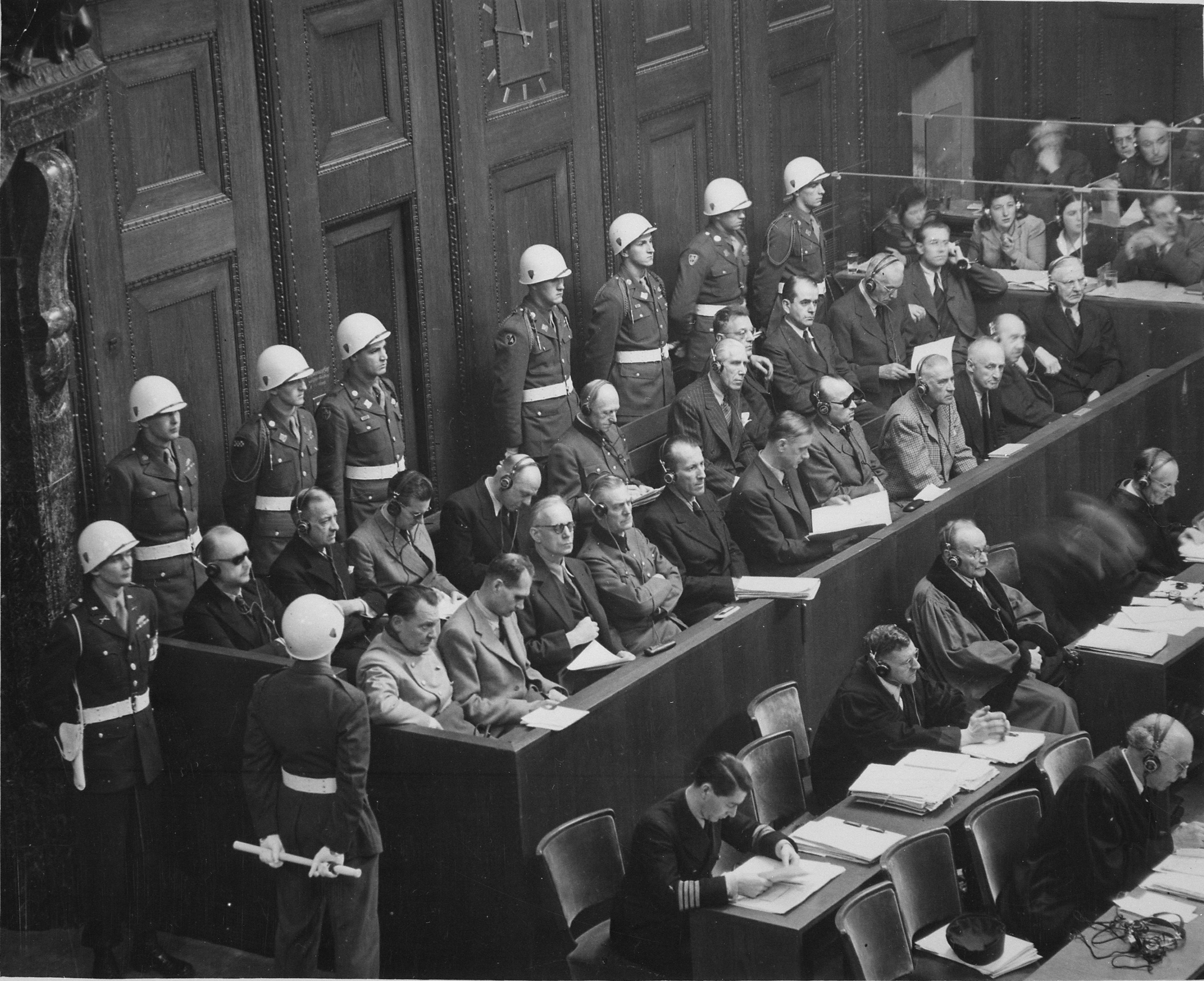
Główni oskarżeni podczas procesu

2. Alfred Rosenberg – dr Alfred Thoma
3. Arthur Seyss-Inquart – dr Gustav Steinbauer
4. Ernst Kaltenbrunner – dr Kurt Kauffmann
5. Fritz Sauckel – dr Robert Servatius
6. Hans Frank – dr Alfred Seidl
7. Hermann Göring – popełnił samobójstwo przed egzekucją – dr Otto Stahmer
8. Joachim von Ribbentrop – dr Gunter von Rohrscheidt
9. Julius Streicher – dr Hans Marx
10. Martin Bormann – sądzony zaocznie (in absentia)[11] – dr Friedrich Bergold
11. Wilhelm Frick – dr Otto Pannenbecker
12. Wilhelm Keitel – dr Fritz Sauter

Wszyscy, z wyjątkiem Göringa i Bormanna, zostali powieszeni 16 października 1946 r.
Kara dożywotniego więzienia
13. Erich Raeder – dr Walter Siemers
14. Rudolf Heß – dr Seidler
15. Walther Funk – dr Fritz Sauter
Kara 20 lat więzienia
16. Albert Speer – dr Hans Flachsner
17. Baldur von Schirach – dr Fritz Sauter
Kara 15 lat więzienia
18. Konstantin von Neurath – Otto von Ludinghausen
Kara 10 lat więzienia
19. Karl Dönitz – Otto Kranzbuhler
Uniewinnienie
20. Franz von Papen – dr Egon Kubuschok
21. Hans Fritzsche – dr Heinz Fritz
22. Hjalmar Schacht – dr Rudolf Dix
Nieosądzeni
23. Robert Ley – popełnił samobójstwo w celi 25 października 1945
24. Gustav Krupp von Bohlen und Halbach – nie był sądzony ze względu na stan zdrowia
25. Heinrich Himmler – rzekomo popełnił samobójstwo podczas przesłuchania 23 maja 1945
26. Joseph Goebbels – popełnił samobójstwo 1 maja 1945
27. Adolf Hitler – popełnił samobójstwo 30 kwietnia 1945
28. Reinhard Heydrich – zginął w zamachu 4 czerwca 1942
29. Heinrich Müller – zaginął w maju 1945
Trybunał uznał SS, SD, Gestapo i kierownictwo partii nazistowskiej NSDAP za organizacje przestępcze. Jednak szeregowi członkowie NSDAP zostali zwolnieni z odpowiedzialności za samą przynależność do partii. Decyzja ta wynikała z faktu, że NSDAP w okresie III Rzeszy była partią masową, która objęła bardzo szerokie grono społeczeństwa niemieckiego. Liczba członków NSDAP była tak duża, że odpowiedzialność karna, jeśli uznać za przestępstwo samą przynależność, mogłaby objąć nawet 8,5 mln osób, co było praktycznie niemożliwe. Przyczyny masowego członkostwa Niemców w NSDAP były związane z propagandą nazistowską i presją społeczną, a także z pragnieniem zdobycia korzyści zawodowych i majątkowych.
W czasie procesu norymberskiego psycholog więzienny Gustave Gilbert podczas swoich badań na osadzonych ustalił ich iloraz inteligencji (IQ).
Prócz głównego procesu czołowych nazistów, toczyły się również procesy pozostałych czołowych sprawców zbrodni, m.in. grup operacyjnych (Einsatzgruppen).
Na Trybunale Norymberskim wzorowany był Międzynarodowy Trybunał Wojskowy dla Dalekiego Wschodu.
Statut Trybunału i wyrok został zatwierdzony przez Zgromadzenie Ogólne ONZ jako Zasady norymberskie. Na art. 6 b) i c) Statutu powołuje się Konwencja o nieprzedawnieniu zbrodni wojennych i zbrodni przeciw ludzkości z 26 listopada 1968. Na zawartych w Statucie definicjach zbrodni wzorowane są odnośne definicje Statutu Międzynarodowego Trybunału Karnego i innych podobnych Trybunałów.

## Statystyka procesu
1. Okres trwania – 10 miesięcy i 10 dni (218 pełnych dni roboczych)
2. Sesje jawne – 403
3. Sędziowie – 4
4. Oskarżyciele – 4
5. Dokumenty oskarżycieli – 2630
6. Obrońcy – 27
7. Asystenci – 54
8. Sekretarki – 67
9. Dokumenty obrońców – 2700
10. Zeznania świadków – 240
11. Protokół stenograficzny – ponad 4 000 000 słów spisanych na 16 000 stron
12. Papier zużyty do powielenia dokumentów na użytek sądu, obrony, prasy itd. – 5 000 000 arkuszy
13. Fotokopie dokumentów w specjalnie zainstalowanym laboratorium fotograficznym – 780 000
14. Tłumaczenia (symultaniczne) – 4 języki: angielski, niemiecki, rosyjski, francuski[17]
15. Nagrywany, płyty gramofonowe – 7000, taśmy magnetofonowe – 27 000 m
16. Filmowany w całości[potrzebny przypis], taśmy filmowe – ?

## Udział Polski
Delegacja polska na proces obejmowała cztery osoby, byli to: Tadeusz Cyprian, Stefan Kurowski, Stanisław Piotrowski i Jerzy Sawicki. Koordynatorami do poszczególnych spraw byli także Aleksander Bramson, Manfred Lachs, Marian Muszkat, Jan Sehn, Mieczysław Szerer oraz Henryk Świątkowski.
Dokonali oni sporządzenia tzw. polskiego aktu oskarżenia, obejmującego ponad 100 stron i zawierającego najważniejsze fakty i dokumenty dotyczące zbrodni hitlerowskich w Polsce i polityce okupanta wobec narodu polskiego. Zgromadzony materiał dowodowy w postaci aktu oskarżenia pozwolił na sprecyzowanie zarzutów oskarżonym oraz na znaczne rozszerzenie problematyki polskiej w czasie postępowania dowodowego przed Trybunałem. Jednakże polska delegacja nie mogła brać formalnego udziału w pracach Trybunału, gdyż umowa londyńska z 8 VIII 1945 r. (zob. Wikiźródła), przewidywała udział w procesie jedynie przedstawicieli czterech mocarstw, które występowały w imieniu wszystkich narodów.
Polska domagała się dopuszczenia do udziału w trybunale, np. zwracając uwagę na to, że oficjalny akt oskarżenia Hansa Franka nie uwzględnił należycie cierpień narodu polskiego. Z pewnym poparciem ze strony ZSRR polska delegacja uzyskała akredytację i wniosła własny akt oskarżenia, ale jej rola ograniczyła się do dostarczenia Trybunałowi materiału dowodowego, wglądu w powiązaną dokumentację i prawo przesłuchiwania osób podejrzanych o zbrodnie popełnione na ziemiach polskich.
Na procesie zeznawało dwoje świadków z Polski. Jednym była znana pisarka Seweryna Szmaglewska, więźniarka Oświęcimia, która zeznawała na temat tego właśnie obozu koncentracyjnego i zagłady. Drugim był Samuel Rajzman (ur. 1902 w Węgrowie), polski Żyd ocalony w Treblince dzięki temu, że jako znający języki obce został wybrany z transportu do komór gazowych i stał się więźniem obsługującym obóz zagłady (uczestniczył w przygotowaniach do buntu więźniów): zeznawał na temat eksterminacji Żydów w Treblince. Po złożeniu zeznań w procesie nie wrócił do Polski. Po wojnie mieszkał w Paryżu, a w 1950 r. osiadł w Montrealu.
Polska strona, uznając, że trybunał nie uwzględnił należycie skarg polskich, powołał wkrótce w kraju Najwyższy Trybunał Narodowy, nazywany niekiedy "polską Norymbergą".

## Filmografia
- Proces norymberski zobrazowano w filmie niemieckim Speer and Hitler: Devil’s architect (Architekt diabła) o Albercie Speerze
- W Polsce powstała inscenizacja procesu w Norymberdze, zatytułowana Epilog norymberski, zrealizowana w formie najpierw Teatru Telewizji (1969), a potem fabularyzowanego filmu dokumentalnego w reżyserii Jerzego Antczaka (1970).